# Okrug Pirot
| Pirotski Okrug | Pirotski Okrug |
|                |                |
| -------------- | -------------- |
| Staat:         | Serbien        |
| Fläche:        | 2.761 km²      |
| Einwohner:     | 92.479 (2011)  |
| Hauptstadt:    | Pirot          |

Okrug Pirot (serbisch Пиротски округ Pirotski okrug) ist ein Verwaltungsbezirk im Südosten Serbiens, der im Osten an Bulgarien grenzt.
Er besteht aus folgenden Gemeinden (opštine):
- Bela Palanka
- Pirot
- Babušnica
- Dimitrovgrad

## Bevölkerung
Dieser Bezirk hat laut der Volkszählung 2002 eine Einwohnerzahl von 105.654. Die Region ist neben Bosilegrad ein Zentrum der bulgarischen Minderheit in Serbien, die teilweise in den Grenzgemeinden die Mehrheit stellt. Der Hauptverwaltungssitz ist die Stadt Pirot.
- Serben = 89,985 (85,17 %)
- Bulgaren = 7,313 (6,92 %)
- Roma = 3,344 (3,17 %)
- Rest = 5,012 (4,74 %)

## Geschichte
Der Name Pirot wurde erstmals im 2. Jahrhundert auf altrömischen Karten erwähnt. Die Sehenswürdigkeiten dieses Bezirks sind die „Kirche des hl. Peter“ aus dem 13. Jahrhundert und das Kloster Poganovo aus dem späten 14. Jahrhundert.
Die Heilwässer des Kurortes Zvornjačka Banja wurden bereits in der Antike entdeckt. Die großen unberührten Naturgebiete dieses Bezirks sind in Serbien sehr bekannt.

## Wirtschaft
Den wirtschaftlichen Schwerpunkt dieses Gebiets bilden die Gummifabrik „Tigar“, die Textilfabrik „Prvi Maj“ und die Farben- und Lackfabrik „Suko“.
Koordinaten: 43° 6′ N, 22° 30′ O